# Le Tablier
Le Tablier ist eine französische Gemeinde mit 756 Einwohnern (Stand: 1. Januar 2022) im Département Vendée in der Region Pays de la Loire. Sie gehört zum Arrondissement La Roche-sur-Yon und zum Kanton Mareuil-sur-Lay-Dissais (bis 2015: Kanton La Roche-sur-Yon-Sud).

## Geographie
Le Tablier liegt etwa zwölf Kilometer südsüdöstlich von La Roche-sur-Yon. Der Yon begrenzt die Gemeinde im Westen. Umgeben wird Le Tablier von den Nachbargemeinden Rives de l’Yon im Norden und Westen, Château-Guibert im Osten sowie Rosnay im Süden und Südosten.

## Bevölkerungsentwicklung
| Jahr                      | 1962 | 1968 | 1975 | 1982 | 1990 | 1999 | 2006 | 2013 |
| Einwohner                 | 454  | 397  | 330  | 362  | 393  | 468  | 553  | 729  |
| Quelle: Cassini und INSEE |      |      |      |      |      |      |      |      |

## Sehenswürdigkeiten

Kirche Sainte-Melaine

- Kirche Sainte-Melaine